# Tangshan (köping)
Tangshan (kinesiska: 汤山, 汤山镇) är en köping i Kina. Den ligger i provinsen Guizhou, i den sydvästra delen av landet, omkring 190 kilometer nordost om provinshuvudstaden Guiyang. Antalet invånare är 56972. Befolkningen består av 27 909 kvinnor och 29 063 män. Barn under 15 år utgör 21,0 %, vuxna 15-64 år 71 %, och äldre över 65 år 7,0 %.